# 茶多酚

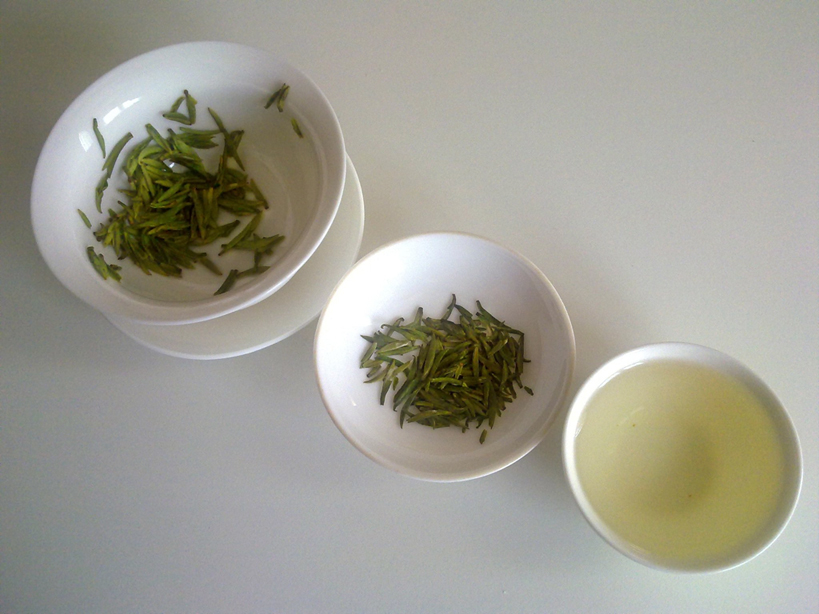
綠茶中的大部分多酚是兒茶素。

茶多酚（Tea polyphenols），又名维多酚，为一种稠环芳香烃，是茶葉中多酚类物质的总称，包括黄烷醇类、花色苷类、黄酮类、黄酮醇类和酚酸类等。其中以黄烷醇类物质（儿茶素）最为重要，含量约占茶多酚总量的70%左右。茶多酚是形成茶叶色香味的主要成份之一，也是茶葉中有保健功能的主要成份之一。茶叶也含酚，与多酚类合称为茶叶中的酚类成分（phenolic content in tea）。
一些癌症患者寄希望于饮用綠茶以抵御癌症或提高癌症治疗的效果，但有研究表明茶多酚可能会导致常规癌症治疗手段失效。而且喝茶愈癌症相关性的研究，目前没有证据显示可以减少癌症发生率。

## 兒茶素

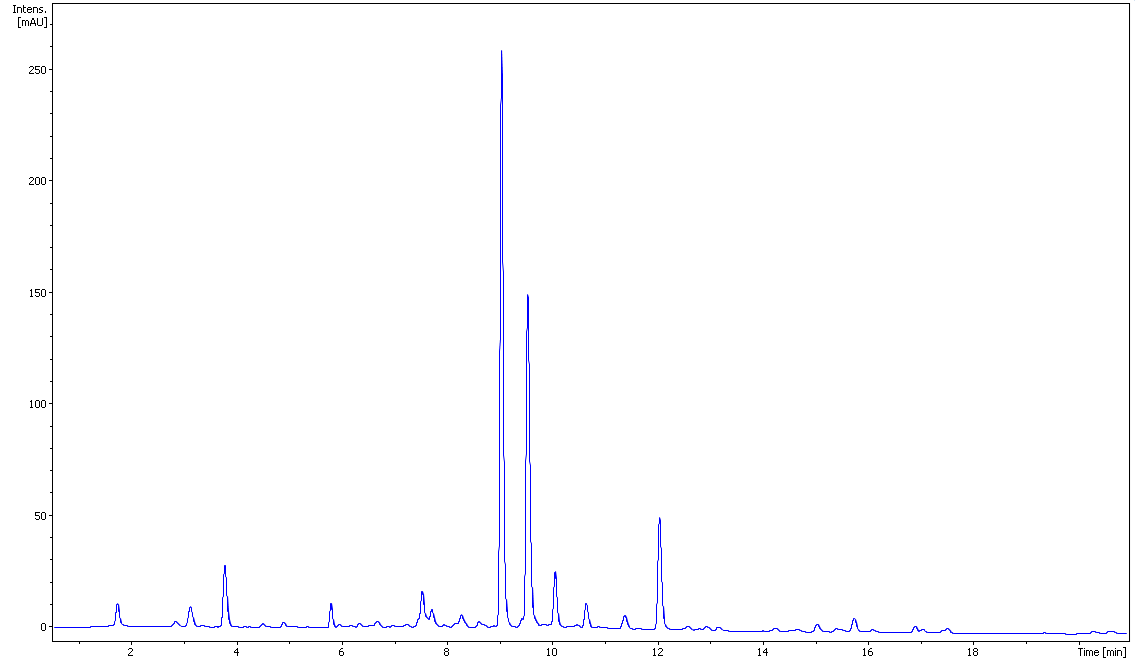
綠茶的 UV 280 nm 色譜圖。 最高峰是咖啡因，第二高是表没食子儿茶素没食子酸酯 (EGCG)

兒茶素包括表没食子儿茶素没食子酸酯 (EGCG)、表兒茶素 (EC)、表兒茶素-3-沒食子酸酯 (ECg)、表沒食子兒茶素 (EGC)、兒茶素和沒食子兒茶素 (GC)。 綠茶中EGCG含量較高。
兒茶素約佔新鮮茶葉幹質量的 25%, 儘管總兒茶素含量因物種、克隆變異、生長地點、季節、光照變化和海拔高度而有很大差異。 它們存在於幾乎所有由茶树製成的茶中，包括白茶、綠茶、紅茶和烏龍茶。
歐洲食品安全局2011年的一項分析發現，無法證明茶兒茶素與維持正常血液低密度脂蛋白膽固醇濃度之間存在因果關係。
对羟基苯甲酸、原儿茶酸（原兒茶酸）、3-甲氧基-4-羥基-馬尿酸(3-Methoxy-4-hydroxyhippuric acid)和 3-甲氧基-4-羥基苯甲酸（香草酸）是人體食用後發現的主要兒茶素代謝物綠茶輸液。

## 茶黄素

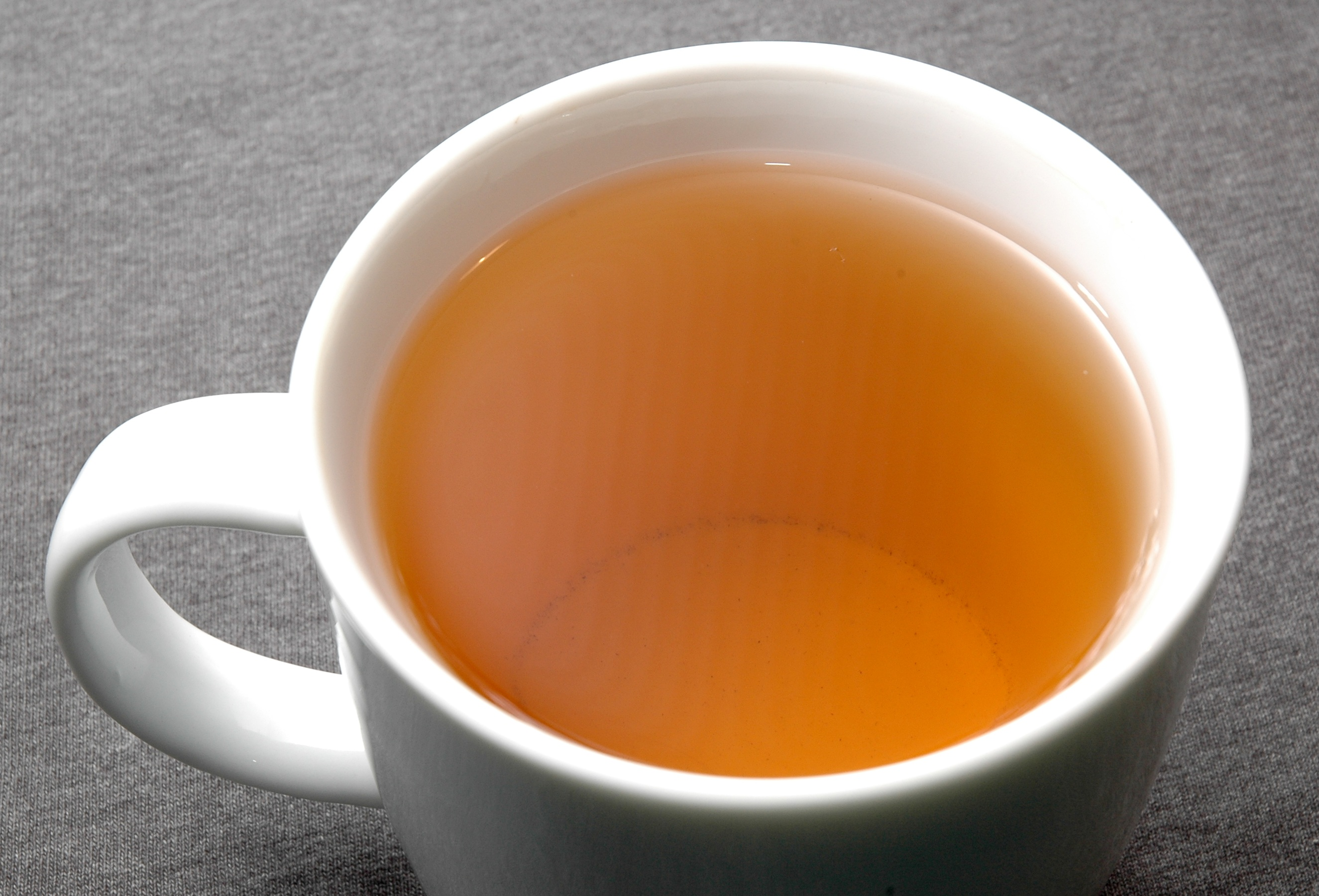
大吉嶺紅茶浸泡液：由於茶黃素含量較高，較細的紅茶比紅茶具有更多的橙色調。

隨著茶葉氧化程度的增加，兒茶素單體結構被代謝為二聚體茶黃素和寡聚體茶紅素。  茶黃素有助於紅茶的苦味和澀味。 一杯紅茶（200 毫升）中茶黃素的平均含量為 12.18 毫克。 
紅茶中發現了三種主要類型的茶黃素，即茶黃素 (TF-1)、茶黃素 3-沒食子酸酯 (TF-2) 和茶黃素 3,3-二沒食子酸酯 (TF-3)。

## 單寧
單寧是一種收斂性的、苦味的多酚類化合物，可以結合併沉澱有機化合物。 沒食子酸結合所有兒茶素，例如 EGCG（表没食子儿茶素没食子酸酯），它們是具有收斂性的單寧。

## 黄酮类化合物
截至2020年，稱為黄酮类化合物的酚類物質正在初步研究中，但沒有證據表明黄酮类化合物在體內具有抗氧化活性，或影響身體健康或疾病。  在常見的食品和飲料產品中，茶是黄酮类化合物含量最高的一種。  兒茶素是茶葉中最大的黄酮类化合物。  根據美國農業部發布的一份報告，在一杯 200 毫升的茶葉中，綠茶黄酮类化合物的平均總含量為266.68毫克，紅茶黄酮类化合物的平均總含量為233.12毫克。

## 药理作用
1. 消除有害自由基[16]
2. 抗菌、杀菌作用
3. 抗氧化[17]
4. 抗动脈粥样硬化
5. 抗心律失常
6. 降低血压[18]
7. 降低低密度脂蛋白胆固醇与总胆固醇[19]
8. 减少第2型糖尿病发生率[20]
9. 减少缺血性心脏病风险[21]
10. 减少中风风险[22]

## 使用标准
中國的茶多酚使用标准如下：
| 食品分类号  | 食品名称                                             | 最大使用量/(g/kg) | 备注             |
| ----------- | ---------------------------------------------------- | ----------------- | ---------------- |
| 02.01       | 基本不含水的脂肪和油                                 | 0.4               | 以油脂中儿茶素计 |
| 04.05.02.01 | 熟制坚果与籽类 (仅限油炸坚果与籽类)                  | 0.2               | 以油脂中儿茶素计 |
| 06.03.02.05 | 油炸面制品                                           | 0.4               | 以油脂中儿茶素计 |
| 06.06       | 即食谷物，包括碾轧燕麦（片）                         | 0.2               | 以油脂中儿茶素计 |
| 06.07       | 方便米、麵制品                                       | 0.2               | 以油脂中儿茶素计 |
| 07.02       | 糕点                                                 | 0.4               | 以油脂中儿茶素计 |
| 07.04       | 焙烤食品馅料（仅限含油脂馅料）                       | 0.4               | 以油脂中儿茶素计 |
| 08.02.02    | 腌腊肉制品类（如咸肉、腊肉、板鸭、中式火腿、腊肠等） | 0.4               | 以油脂中儿茶素计 |
| 08.03.01    | 酱卤肉制品类                                         | 0.3               | 以油脂中儿茶素计 |
| 08.03.02    | 熏、烧、烤肉类                                       | 0.3               | 以油脂中儿茶素计 |
| 08.03.03    | 油炸肉类                                             | 0.3               | 以油脂中儿茶素计 |
| 08.03.04    | 西式火腿（熏烤、烟熏、蒸煮火腿）类                   | 0.3               | 以油脂中儿茶素计 |
| 08.03.05    | 肉灌肠类                                             | 0.3               | 以油脂中儿茶素计 |
| 08.03.06    | 发酵肉制品类                                         | 0.3               | 以油脂中儿茶素计 |
| 09.03       | 预制水产品（半成品）                                 | 0.3               | 以油脂中儿茶素计 |
| 09.04       | 熟制水产品（可直接食用）                             | 0.3               | 以油脂中儿茶素计 |
| 09.05       | 水产品罐头                                           | 0.3               | 以油脂中儿茶素计 |
| 12.10       | 复合调味料                                           | 0.1               | 以油脂中儿茶素计 |
| 14.03.02    | 植物蛋白饮料                                         | 0.1               | 以油脂中儿茶素计 |
| 14.06.02    | 蛋白型固体饮料                                       | 0.8               | 以油脂中儿茶素计 |
| 16.05       | 油炸食品                                             | 0.2               | 以油脂中儿茶素计 |